# Blaboplutodes
Blaboplutodes is een geslacht van vlinders van de familie spanners (Geometridae), uit de onderfamilie Ennominae.

## Soorten
- B. desmeti Karisch, 2004
- B. missilorum Prout, 1934
- B. parvistictus Carcasson, 1965